# Classic Queen
„Classic Queen“ е компилация на английската рок група Куийн издадена през 1992 година. Тя е издадена с цел да се възползва от набраната популярност на Куийн в САЩ, генерирана след излизането на филма „Wayne's World“. Албумът достига четвърта позиция в Билборд 200 и е сертифициран с три платинени награди в САЩ, и пет в Канада. Въпреки че критиката за тази компилация е положителна, тя не се вписва в предишните компилации на Куийн. Но се припокрива с издадените пред това Greatest Hits от 1981 година и Greatest Hits II от 1991, и съдържа няколко песни, които не са присъствали в предишните издания. Натрупана продажби на Greatest Hits II и Classic Queen са в над деветнадесет милиона по целия свят. Много от най-големите хитове на Куийн, като „Another One Bites the Dust“, „We Will Rock You“, и „We Are the Champions“ не са включени в този албум.

## Списък с песните
1. A Kind of Magic (Тейлър)
2. Bohemian Rhapsody (Меркюри)
3. Under Pressure (Куийн, Дейвид Боуи) – ремикс
4. Hammer to Fall (Мей) – сингъл – версия
5. Stone Cold Crazy (Куийн)
6. One Year of Love (Дийкън)
7. Radio Ga Ga (Тейлър)
8. I'm Going Slightly Mad (Куийн)
9. I Want It All (Куийн) – сингъл – версия
10. Tie Your Mother Down (Мей) – сингъл – версия
11. The Miracle (Куийн)
12. These Are the Days of Our Lives (Куийн)
13. One Vision (Куийн)
14. Keep Yourself Alive (Мей)
15. Headlong (Куийн)
16. Who Wants to Live Forever (Мей)
17. The Show Must Go On (Куийн)

## Състав
- Фреди Меркюри: водещи и беквокали, пиано
- Брайън Мей: китари, клавиши
- Роджър Тейлър: барабани
- Джон Дийкън: бас

## Позиция и продажби
| Държава | Позиция | Сертификат  | Продажби   |
| ------- | ------- | ----------- | ---------- |
| САЩ     | 4       | 3× Платинен | 3 000 000+ |
| Канада  | —       | 5× Платинен | 500 000+   |